# Chancelier de justice (Finlande)
Pour les articles homonymes, voir Chancelier de justice.
Le chancelier de justice (en finnois : oikeuskansleri ; en suédois : justitiekanslern) est un fonctionnaire du gouvernement finlandais qui assure le contrôle juridictionnel des autorités, telles que les ministres, et fait progresser la protection juridique des citoyens finlandais.

## Présentation
Le chancelier enquête sur les plaintes contre les activités des autorités et peut également ouvrir une enquête de sa propre initiative. 
Le chancelier assiste aux réunions du Conseil d'État pour s'assurer que les procédures légales et les règlements sont respectés. 
Le chancelier dispose de vastes pouvoirs de surveillance, d'enquête et de poursuite.
Le chancelier et son adjoint sont nommés par le président de la République de Finlande. Le chancelier est nommé à vie.
Le chancelier a remplacé le Procureur à partir de 1918.

## Histoire

### Chanceliers de justice
| Chancelier de justice    | Période   |
| ------------------------ | --------- |
| Pehr Evind Svinhufvud    | 1918      |
| Axel Fredrik Charpentier | 1918–1928 |
| Urho Castrén             | 1928–1929 |
| Albert von Hellens       | 1930      |
| Albert Makkonen          | 1930–1933 |
| Oiva Huttunen            | 1933–1944 |
| Toivo Tarjanne           | 1944–1950 |
| Carl Gustaf Möller       | 1950–1955 |
| Olavi Honka              | 1956–1961 |
| Antti Hannikainen        | 1961–1964 |
| Aarne Nuorvala           | 1964–1965 |
| Jaakko Enäjärvi          | 1965–1970 |
| Risto Leskinen           | 1970–1982 |
| Kai Korte                | 1982–1986 |
| Jorma S. Aalto           | 1986–1998 |
| Paavo Nikula             | 1998–2007 |
| Jaakko Jonkka            | 2007–2017 |
| Risto Hiekkataipale      | 2017      |
| Tuomas Pöysti            | 2018–     |

### Chanceliers de justice adjoints
| Chanceliers ajoints      | Période   |
| ------------------------ | --------- |
| Knut Immanuel Savonius   | 1918–1926 |
| Urho Castrén             | 1926–1928 |
| Eino Johannes Ahla       | 1928–1933 |
| Carl Gustaf Möller       | 1933–1950 |
| Antti Juhana Hannikainen | 1950–1956 |
| Eero Johannes Manner     | 1956–1965 |
| Reino Markus Lindroos    | 1965–1971 |
| Jorma S. Aalto           | 1971–1974 |
| Antti Okko               | 1974–1981 |
| Jukka Pasanen            | 1981–2001 |
| Jaakko Jonkka            | 2001–2007 |
| Mikko Puumalainen        | 2007–2014 |
| Risto Hiekkataipale      | 2014-2017 |
| Kimmo Hakonen            | 2017      |
| Mikko Puumalainen        | 2018-     |